# フランク・マリノ
フランク・マリノ（Francesco Antonio Marino、1954年11月20日 - ）は、カナダの歌手、ギタリストで、ハードロックバンド・マホガニー・ラッシュのリーダーとして知られる。しばしばジミ・ヘンドリックスと比較され、1970年代において最も過小評価されているギタリストのひとりとされる。2021年、音楽活動からの引退を発表した。

## 来歴
5歳からドラムスを演奏した後、13-14歳ごろからギターを弾き始めた。LSDの作用でジミ・ヘンドリックスの幻影が現れたという作り話がよくあるが、マリノはそれをずっと否定しており、現在も個人のウェブサイトで否定している。しかし、マリノの演奏はヘンドリックスの影響を受けており（ギブソンのウェブサイトには「ジミのサイケデリックな光を継ぐ」との表現がある）、「パープル・ヘイズ」や「見張塔からずっと」といったヘンドリックスの名曲をカヴァーしたことで有名であるが、ヘンドリックスのクローンという批判もある。マリノ自身は、意図的にヘンドリックスの真似をしようとしたのではないと主張し、「そっくりなスタイルは自然に形成されたもの。私が選んだのではなく、彼が私を選んだ」と述べている。
マホガニー・ラッシュは、1970年代にそこそこの人気を博していた。彼らのレコードはビルボードのチャートに載り、エアロスミスやテッド・ニュージェントなどの著名なミュージシャンと共演し、1978年にはカリフォルニア・ジャムIIに出演するなど、大規模なツアーを開催していた。1970年代後期には、「フランク・マリノ・アンド・マホガニー・ラッシュ」とも呼ばれるようになった。その後、マホガニー・ラッシュは解散し、1980年代前半にマリノはCBSからソロアルバムを2枚リリースした。バンドは再結成し、1980年代から1990年代にかけて活動を継続。1990年、マリノはケベック州モントリオールに自身の録音スタジオを開設した。
2000年、マリノはバンドを再結成し、2005年の『ギター・プレイヤー』のインタビューで「ファンがいてくれることはずっと知っていた。しかしウェブ上に50万人もいるなんて思いもしなかった」と語っている。『Eye of the Storm』をリリースし、より即興的な演奏で再びツアーを開催した。10年間ライヴを行っていなかったマリノは、2020年にツアーを予定していたが、COVID-19のパンデミックのため延期となった。2021年に改めてツアーを行うことを模索していたが、詳細を明かしていない病状を理由に引退を表明した。また、アルバート・キングやスティーヴィー・レイ・ヴォーンのトリビュート・アルバムに参加するなど、他のアーティストとのレコーディングにも携わっている。

## テクニックおよび機材
ジミ・ヘンドリックス以外では、ジョン・シポリナ（クイックシルヴァー・メッセンジャー・サーヴィス）、ロビー・クリーガー、デュアン・オールマン、ジョニー・ウィンター、カルロス・サンタナなどから影響を受けていることを認めている。マリノの演奏スタイルは、ブルース、ヘヴィロック、そして幾分ジャズ・フュージョンのテクニックを合わせたものである。ヴォリュームペダルとディレイだけで逆再生したようにリックを演奏するのも、注目すべき技巧である。そのスタイルは、ザック・ワイルド、ジョー・ボナマッサ、エリック・ゲイルズ、ヴィニー・ムーア、ポール・ギルバートなど多くのギタリストに影響を与えた。その音色は、例として『ギター・プレイヤー』ではジェフ・ベック、エドワード・ヴァン・ヘイレン、ジ・エッジと並んで「フルスペクトラムのギターの神」と評されている。
マリノはオリジナルのPAFピックアップとディマジオ製ハムバッカーを搭載した、ギブソン・SGを愛用している。シングルコイルピックアップを搭載したSGも所有している。マリノは複雑なエフェクターボードを構築することで知られ、過去にはよりよい音を追求しアンプを自作したこともあるという。フェンダー・ツインリヴァーブも使用している。現在は、フェンダーを思わせる自作のプリアンプと、あらゆるパワーアンプをFANE製2x15キャビネットに通して使用している。

## 人物
マリノはイタリアとシリアにルーツを持ち、シリア正教会の教徒である。
カナダのメタルバンドであるジ・アゴニストのリードギタリスト・ダニー・マリノの叔父である。

## ディスコグラフィ

### ソロ活動
- Guitar Heroes Vol 4 - Frank Marino Stories of a Hero（1999年）

### その他の作品
- April Wine - en:The Whole World's Goin' Crazy（1976年）
- Nanette Workman (album recorded but never released) （1976年）
- California Jam II (6 CD set)（1978年）
- Billy Workman:same（1979年）
- V X N  (pronounced Vixen )（1985年）
- Metal Giants (various artists)（1988年）
- Guitar Speak II（1990年）
- Hats off to Stevie Ray (various artists)（1993年）
- Fit for A. King (various artists)（1993年）
- Bryan Lee: Live at the Old Absinthe House Bar Friday Night（1997年）
- Bryan Lee: Live at the Old Absinthe House Bar Saturday Night（1998年）
- Best of the Guitar Slingers (various artists)（2002年）
- Live and Loud (various artists)（2002年）
- Rock Thunder (various artists)（2002年）
- Bryan Lee: Bryan Lee's Greatest Hits（2003年）
- Rockin' 70s (various artists)（2004年）
- Montreal Jubilation Gospel Choir & the Jubilation Big Band – I'll Take You There (track 9)（2005年）
- Revolution – A Rock and Roll Tribute to The Beatles (various artists)（2005年）
- Doc Rock presents Classic Rock Weekend (various artists)（2006年）
- Vargas Blues Band – Flamenco Blues Experience (track 2)（2008年）
- Nos stars chantent le blues à Montréal – track 5. Who do you love? – Jonas (avec Frank Marino)（2010年）
- Just Gettin' Started – track 4. Wild Horses – Nanette Workman （2012年）

### トリビュート・アルバム
- Secondhand Smoke: A Tribute to Frank Marino （参加ミュージシャン：ジョージ・リンチ、 ロニー・モントローズ、ジェイムズ・バード、ランディ・ハンセン（英語版）、オードリー・フリード（英語版）、ジェニファー・バトゥン、カール・コクラン、ジェフ・クラウド（英語版）、リック・レイ（英語版）、ジョン・ノーラム）（2005年）